# سمر (فیلم ۱۹۹۹)
سمر (انگلیسی: Samar، زبان هندی: समर, زبان اردو: سمر) فیلمی در ژانر درام به کارگردانی شیام بنگال است که در سال ۱۹۹۹ منتشر شد. از بازیگران آن می‌توان به راجیت کاپور و سیما بیسواس اشاره کرد.